# История образования среднерусских говоров
Исто́рия образова́ния среднеру́сских го́воров непосредственно связана с историческими процессами, определявшими происхождение, формирование и развитие севернорусского и южнорусского наречий, протекавшими под влиянием факторов различного характера (лингвистического, политического, географического и др.), а также связана с историей русских феодальных государств, в границах которых обособлялись и формировались современные группы среднерусских говоров. История образования среднерусских говоров в значительной мере отражает историю образования единого русского литературного языка.

## Роль наречий в формировании среднерусских говоров
Среднерусские говоры, как переходные между двумя наречиями, формировались под различным влиянием в разные исторические периоды как севернорусского, так и южнорусского наречий, которые складывались на протяжении нескольких столетий, и началом образования которых была эпоха Киевской Руси. Волны диалектных явлений, шедшие с юга и с севера и захватывавшие обширные территории, не останавливались у одной и той же границы. Они переходили через эту границу, в результате чего складывалась область говоров, где совмещались южные и северные черты, своеобразие этих переходных говоров проявилось не в наличии собственных языковых явлений, а в совмещении южных и северных диалектных особенностей. Среди появившихся важнейших диалектных явлений, определивших признаки среднерусских говоров, можно отметить отвердение т'  в окончании глаголов 3-го лица — новообразование, появившееся на территории Новгородского диалекта с XII века, проникшее в говоры Москвы с середины XIV века и распространившееся затем на значительной части русских земель. Также важной чертой, распространённой в южной части среднерусских говоров, является аканье, которое предположительно возникло в XII — XIII вв. на территории верхнего Сейма и бассейна Оки, кроме низовьев, то есть на территории Рязанского, Новгород-Северского и Черниговского княжеств, в XV веке распространилось в смоленских и полоцких говорах, в XV — XVI вв. — в Псковских, и в говоре Москвы утвердилось с XVI века.
Одним из главных факторов в процессах формирования наречий и среднерусских говоров помимо разных диалектных основ (разных диалектов древнерусского языка, среди которых наиболее отличался от других архаичный древненовгородский диалект), влияния контактов с разными автохтонными финно-угорскими и балтийскими языками, территориальной удалённости друг от друга, была относительная обособленность развития наречий и переходных говоров в пределах границ разных русских феодальных государств. Северное наречие развивалось на основе диалекта Новгородской земли с некоторым влиянием диалекта Ростово-Суздальской земли, а южное наречие формировалось в пределах распространения диалектов Смоленской, Рязанской и других южнорусских земель. Находящиеся под влиянием образования и распространения диалектных явлений двух наречий, среднерусские говоры имели также и собственные тенденции развития на основе диалектов разных русских средневековых государств (что явилось одной из причин их внутренней неоднородности — диалектных различий западной и восточной территорий). Западные среднерусские говоры формировались на основе диалектов Новгородской и Псковской земель, а восточные среднерусские говоры формировались на основе диалектов Ростово-Суздальской, Муромской и Рязанской земель.

## Процессы сближения среднерусских говоров

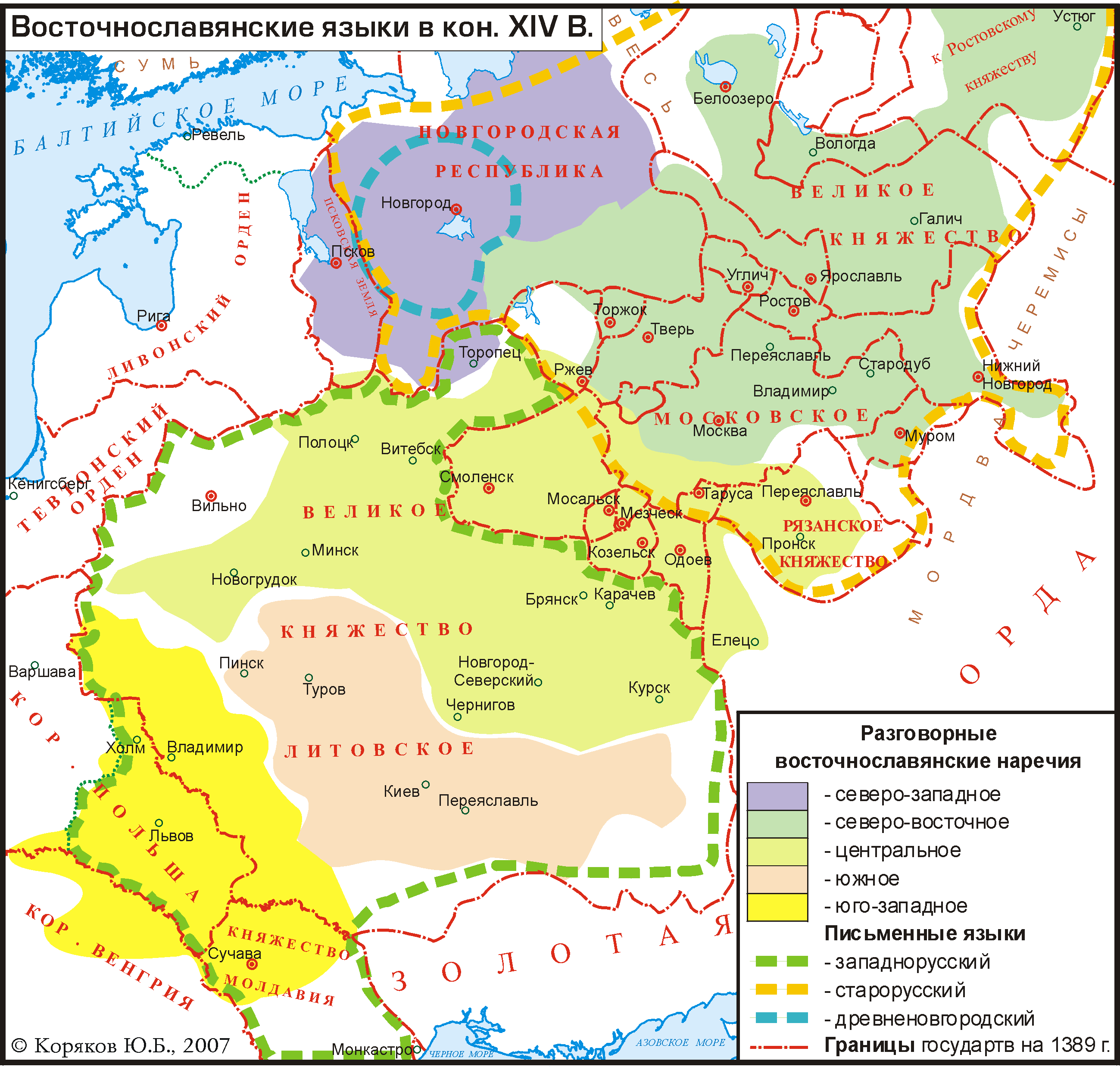
Области распространения древненовгородского диалекта (северо-западного) и Ростово-Суздальского диалекта (северо-восточного) в конце XIV века

К XIV — XV вв. территория распространения современных среднерусских говоров разделялась на два исторических центра — Новгородскую и Ростово-Суздальскую земли, Новгородский диалект и Ростово-суздальский диалект развивались относительно обособленно, что предполагало возможность формирования на их основах самостоятельных восточнославянских языков. С конца XV века этот процесс изменился с созданием Русского централизованного государства, возвышением Москвы как центра, покорением Новгорода и Пскова. И, хотя сближение и взаимовлияние между собой двух первоначально довольно сильно отстоявших друг от друга диалектов началось ещё до объединения русских земель (количество новгородских диалектных особенностей XI — XII вв. по сравнению с наддиалектной формой древнерусского языка гораздо больше, чем в XV веке), оно ускорилось в едином русском государстве. Ведущую роль в развитии общерусского языка занял Ростово-Суздальский диалект. Но при этом диалектные черты Новгородского диалекта также сыграли заметную роль в формировании русского языка (выравнивание под влиянием грамматической аналогии парадигмы склонения слов, которые содержали в основе к, г, х (рука, нога, соха) — чередование ру[к]а — к ру[ц]е, но[г]а — к но[з]е, со[х]а — со[с]е и т. п. сменилось на к ру[к]е, к но[г]е, со[х]е, с возможным воздействием на этот процесс новгородских говоров, в которых не произошло второй палатализации; вытеснение глаголами в повелительном наклонении в новгородском нес[ите], пек[ите] и т. п. глаголов с окончанием -ете (нес[ете], пец[ете] и т. п.); замена деепричастий от глаголов с твёрдой основой, в классической форме древнерусского языка сохранявшие твёрдость — приве[да], приве[за], на новгородские с мягким окончанием -я — приве[дя], приве[зя] и т д.).

## Формирование групп западных среднерусских говоров

### Западные среднерусские окающие говоры
В отличие от генетически связанных с древненовгородским диалектом говоров севернорусского наречия, которые с XV века развивались самостоятельно без влияния новгородского койне и в наибольшей мере сохранили его черты и тенденции его развития (Ладого-Тихвинская группа, Вологодская группа и др.), говоры в области Великого Новгорода подверглись сильному влиянию говоров центра и утратили многие свои характерные особенности. Языковые черты Ростово-Суздальского диалекта распространялись с востока, оттесняя типичные новгородские черты на запад, что привело к появлению в Новгородских говорах сходств с восточной Владимирско-Поволжской группой, в том числе и сходство по основной черте среднерусских говоров — редукции безударных гласных. Возможными причинами тому, что древнее население Новгорода и области вокруг него и его язык не сохранились, были отток части новгородцев в северо-восточные районы после завоевания Новгорода Москвой, насильственное выселение в Подмосковье и поволжские города феодалов и богатых купцов, а также переселение в Новгород жителей из Ростово-Суздальской земли, оказавших влияние на дальнейшее развитие местных говоров. Таким образом, продолжением древненовгородских говоров больше является Ладого-Тихвинская группа северного наречия к северо-востоку от Великого Новгорода, чем собственно Новгородские говоры, хотя граница между ними не настолько ярко выражена, как граница с западными среднерусскими акающими говорами и с говорами Гдовской группы. Гдовские говоры, генетически являющиеся северной частью древнепсковского диалекта и развивавшиеся под влиянием древненовгородского диалекта, заняли промежуточное положение между окающими Новгородскими и акающими Псковскими говорами, разделяя ряд общих черт и с теми, и с другими.

### Западные среднерусские акающие говоры
Современный лингвогеографический ландшафт территории распространения западных среднерусских акающих говоров не претерпел существенных преобразований в отличие от территории распространения западных среднерусских окающих говоров. Говоры Псковской группы и Селигеро-Торжковские говоры сложились на основе древнепсковского диалекта, который занимал особое положение среди других древнерусских диалектов, обладая рядом архаичных черт, относящихся к праславянской эпохе и связывавших его с западнославянскими диалектами. В XI — XIII вв. древнепсковский сближается с древненовгородским диалектом, образуя единый псковско-новгородский диалект, в этот же период черты псковских говоров продвигаются в район озера Селигер, во время расцвета Псковского феодального государства и позднее растет обособление псковских говоров, увеличивается число особых южных черт, в их числе аканье, являющееся таким образом в этих говорах вторичной чертой, хотя и появившееся в относительно раннее время к XV веку. Наиболее близка к древнепсковскому диалекту собственно Псковская группа говоров, в Селигеро-Торжковских говорах прослеживаются признаки переходного характера, сближающие их с восточными среднерусскими говорами. Гдовские говоры, имеющие древнепсковское происхождение, частично сохранили оканье и по существующей классификации относятся к одному диалектному объединению с окающими Новгородскими говорами.

## Формирование групп восточных среднерусских говоров

### Восточные среднерусские окающие говоры
Говоры Владимирско-Поволжской группы сложились на основе севернорусских диалектных черт и являются прямым продолжением развития древнего Ростово-Суздальского диалекта. Появление одного из основных различительных признаков среднерусских говоров — неразличения гласных неверхнего подъёма во втором предударном слоге и в заударных слогах — в окающих говорах предположительно связано с внутренним развитием фонологической системы ростово-суздальского типа, при котором последовательное развитие категории согласных фонем, парных по твёрдости-мягкости, привело к ослаблению роли гласных фонем, сокращению их числа и уменьшению объёма их дифференциальных признаков. Такие особенности вокализма складывалось во Владимирско-Поволжских говорах вне зависимости с развитием южного акающего вокализма.

### Восточные среднерусские акающие говоры
Процессы формирования восточных среднерусских акающих говоров были различными. Говоры отдела А, куда входят московские говоры, находящиеся в центре формирования русского народа и его языка, сложились в результате такого взаимодействия различных русских диалектов, при котором нельзя выявить их основу и влияние. Многие черты безударного вокализма московского типа, в их числе аканье, были подготовлены развитием самой системы ростово-суздальского типа (в московских говорах как части ростово-суздальских происходили те же языковые процессы), но усилились под воздействием южнорусского наречия. Если бы сама система московских говоров не была подготовлена внутренним развитием к восприятию основных признаков акающего вокализма, то аканье бы в них не распространилось, так как южнорусское население в XV — нач. XVII вв. не имело культурного превосходства и аканье не могло иметь социальную значимость нормы. Об этом говорят исторические сведения, в XIV — XV вв. аканье не присутствовало в московских текстах, к середине XVII века аканье стало определяющей чертой московского вокализма, а после XVII века оно лишь незначительно продвинулось на север от Москвы. В отличие от образования акающих говоров Москвы, образование других восточных среднерусских акающих говоров произошло на базе южнорусского наречия, его Рязанской группы под влиянием московских говоров, от которых они восприняли севернорусские черты, в том числе и г смычно-взрывного образования. Также одним из факторов образования переходных говоров были различные миграции русских, так в результате переселения на севернорусскую территорию жителей южнорусского запада возникли акающие говоры чухломского острова с XVII века.

## Образование русского литературного языка
Возникновение среднерусских говоров явилось историческим процессом, свидетельствующим об объединительных тенденциях в русских диалектах, предваряющим образование единого языка русского народа на основе самостоятельных отдельных восточнославянских наречий и формирование его современной литературной нормы.
В XVI — XVII вв. в Москве, оказавшейся на границе северного и южного наречий, складывается койне, вобравшее в себя общие особенности обоих наречий, койне постепенно становится образцовым (этот процесс длился на протяжении ряда столетий и определялся формированием централизованного московского государства и ростом политического и экономического значения Москвы), на нём развивается литература разных жанров, в течение XVII века устраняется литературное двуязычие (церковнославянский сохраняется только как язык церкви), а в XIX веке на базе среднерусских говоров формируется норма русского литературного языка. Тип среднерусских говоров, поддерживаемый литературной речью и языком города, распространился постепенно на территории с исконными южнорусскими или севернорусскими говорами, способствуя стиранию диалектных различий в русском языке.